# George Douglas Campbell, VIII duca di Argyll
George John Douglas Campbell, VIII duca di Argyll (Ardencaple Castle, 30 aprile 1823 – Inveraray, 24 aprile 1900), è stato un politico scozzese.

## Biografia
Era il secondogenito, ma unico figlio maschio superstite, di John Campbell, VII duca di Argyll, e della sua seconda moglie, Joan Glassel.
Nel 1847 successe al padre al ducato.

## Carriera politica
Stretto collaboratore del principe Alberto, servì come Lord del Sigillo privato (1852-1855) nel governo di Lord Aberdeen, e poi come Postmaster General (1855-1858) nel governo di Lord Palmerston. Era di nuovo Lord del Sigillo privato (1859-1866) nel secondo governo Palmerston, e poi durante il secondo governo di Lord Russell, in quella occasione era un forte sostenitore della causa del Nord nella Guerra civile americana.
Durante il primo governo di William Ewart Gladstone, ricoprì la carica di Segretario di Stato per l'India (1868-1874). In quel momento rifiutò di promettere sostegno contro i russi per l'emiro dell'Afghanistan, ciò contribuì allo scoppio della seconda guerra anglo-afgana.
Nel 1880 servì sotto Gladstone, come Lord del Sigillo Privato, ma si dimise il 31 marzo 1881. Nel 1886, ruppe completamente con Gladstone sulla questione del sostegno del Primo Ministro irlandese Home rule.
Essendo stato già Vice Lord Luogotenente (1847), ricoprì la carica onoraria di Lord Luogotenente di Argyllshire (1862-1900). Egli è stato membro del consiglio privato nel 1853.
Nel 1892 fu creato Duca di Argyll nel Pari del Regno Unito.
In quanto scienziato, contribuì utilmente alla geologia e intervenne nel dibattito sull'evoluzione, opponendosi a Darwin e polemizzando con Spencer e Huxley.

## Matrimoni

### Primo matrimonio
Sposò, il 31 luglio 1844 a Trentham, Lady Elizabeth Georgiana Leveson-Gower (1824-1878), figlia di George Sutherland-Leveson-Gower, II duca di Sutherland. Ebbero dodici figli:
- John Douglas Sutherland Campbell, IX duca di Argyll (6 agosto 1845-2 maggio 1914), sposò la principessa Luisa, non ebbero figli;
- Lord Archibald (18 dicembre 1846-29 marzo 1913), sposò Janey Sevilla Callander, ebbero due figli;
- Lord Walter (30 luglio 1848-2 maggio 1889), sposò Olivia Rowlandson Milns, ebbero due figli;
- Lady Edith (7 novembre 1849-6 luglio 1913), sposò Henry Percy, VII duca di Northumberland, ebbero tredici figli;
- Lady Elisabeth (1850-24 settembre 1896), sposò il tenente colonnello Edward Clough-Taylor, ebbero una figlia;
- Lord George Granville (25 dicembre 1850-21 aprile 1915), sposò Sybil Lascelles Alexander, ebbero tre figli;
- Lord Colin (9 marzo 1853-18 giugno 1895), sposò Gertrude Elizabeth Blood, non ebbero figli;
- Lady Victoria (22 maggio 1854-6 luglio 1910);
- Lady Evelyn (17 agosto 1855-22 marzo 1940), sposò James Baillie-Hamilton, non ebbero figli;
- Lady Frances (22 febbraio 1858-25 febbraio 1931), sposò il colonnello James Balfour, ebbero cinque figli;
- Lady Mary Emma (22 settembre 1859-22 marzo 1947), sposò Edward Carr Glyn, ebbero tre figli;
- Lady Constance Harriett (11 novembre 1864-9 febbraio 1922), sposò Charles Emmott, ebbero figli.

### Secondo matrimonio
Sposò, il 13 agosto 1881 a Danbury Palace, Amelia Mary Claughton (12 aprile 1843-4 gennaio 1894), figlia di Thomas Claughton. Non ebbero figli.

### Terzo matrimonio
Sposò, il 30 luglio 1895, Ina McNeill (?-24 dicembre 1925), figlia di Archibald McNeill. Non ebbero figli.

## Morte
Morì il 24 aprile 1900, al Castello di Inveraray.